# ای‌دیتا
شرکت ای‌دیتا (به چینی سنتی: 威剛科技股份公司) یک شرکت تایوانی است که در زمینه ساخت و تولید حافظه‌های ذخیره‌سازی داده رایانه فعالیت دارد و در ماه مه سال ۲۰۰۱ توسط سیمون چن (به چینی سنتی: 陳立白) و با 20 کارمند تأسیس شد. در حال حاضر محصولات اصلی خط‌های تولید این کمپانی شامل کارت‌های حافظه، انواع فلش مموری، کارت ریدر، ماژول‌های DRAM و هاردهای اکسترنال است. در سال ۲۰۰۷ ای‌دیتا با سهمی معادل ۷٫۶ درصد از بازار، سومین تولیدکننده بزرگ DRAM در جهان شد و نیز به مقام چهارمین تولیدکنندهٔ بزرگ محصولات Flash در جهان رسید. در سال ۲۰۰۸ ای‌دیتا به سرمایه مالی معادل US$۵۵٫۵۵ میلیون‌دلار و نیز بازاری به ارزش $۳۰۵٫۱۶ میلیون‌دلار دست یافت. این کمپانی کسب و کار خود را به اروپا و قاره آمریکا گسترش داده‌است چرا که در آسیا در رقابتی شدید با سامسونگ (که با سهمی معادل ۷٫۱ درصد از کل بازار، دومین تأمین‌کننده بزرگ ماژول‌های DRAM در سراسر جهان است) به سر می‌برد.